# Alventosa
Alventosa (en xurro, Arventosa; en castellà i oficialment, Albentosa) és un municipi aragonès de la comarca de Gúdar-Javalambre. Forma part de la província de Terol en la comunitat d'Aragó. Al segle xiii fou repoblat per catalans, tot portant-hi la llengua catalana. Al segle xiv i XV fou repoblat novament per navarresos i aragonesos, la qual cosa en comportà la castellanització a partir d'aquell moment.
El 1810, durant la guerra del francès, després de reconquerir Terol, el general Józef Chlopicki hi capturà una columna d'artilleria comandada per José María de Carvajal que fugia de Terol.
En la localitat destaquen l'església d'estil gòtic tardà i renacentista de "Nuestra Señora de Los Ángeles" del segle xvi, restes del castell (actual cementeri), l'ajuntament, del segle xviii i el pont medieval dels segles XV i XVI.
Les seues festes patronals són per Sant Roc, al mes d'agost.
Alventosa és també el nom d'un afluent del riu Millars.